# Badrumsmaskar
Badrumsmaskar (Octochaetidae) är en familj av ringmaskar. Badrumsmaskar ingår i klassen gördelmaskar, fylumet ringmaskar och riket djur.
Familjen innehåller bara släktet Dichogaster.